# Stephanopus stropharioides
Stephanopus stropharioides är en svampart som beskrevs av E. Horak 1975. Stephanopus stropharioides ingår i släktet Stephanopus och familjen spindlingar.   Inga underarter finns listade i Catalogue of Life.